# Maenza
Maenza è un comune italiano di 2 947 abitanti della provincia di Latina nel sud del Lazio.

## Geografia fisica

### Territorio
Il territorio di Maenza, in gran parte collinare, si trova a 360 metri di altezza sul livello del mare e si estende per 42,57 km². È circondato da monti come il Monte Gemma, il Monte Sentinella, il Monte Calvello, il Monte Mattarese e il Monte Ravola Scrima con ampie zone coperte da boschi.
È l'ultimo paese della provincia di Latina, prima di quelle di Roma e Frosinone, confinando con queste attraverso i comuni di Carpineto Romano a nord e con Supino ad est.
Il centro abitato è posto su una collina che si distacca dall'estremità orientale dei Lepini, da qui la vista si perde verso valle fino al mare: nelle giornate serene si possono scorgere le isole di Ponza, Zannone e Palmarola.

### Clima
Il clima è di tipo prevalentemente mediterraneo, con inverni freddi con possibili nevicate, soprattutto nel periodo che va da dicembre a febbraio ed estati fresche o semi-calde, con alternanza di giorni caldi e giorni freschi grazie al vento che arriva direttamente dalle montagne alle spalle del paese, e ai temporali estivi che durano in media 1 ora.

## Origini del nome
Sull'origine del nome Maenza sono state avanzate diverse ipotesi. Secondo alcuni esso deriva da quello dell'eroe Magenzio, il Mazentius di origine etrusca, costretto ad allontanarsi dalla patria Cere, e ricordato nel libro X dell'Eneide come alleato di Turno contro Enea.
Una diversa ipotesi sul nome e sulla fondazione del paese potrebbe essere legata all'invasione dal Nord Europa da parte di popolazioni germaniche, che dopo la conquista del territorio edificarono qui una fortificazione, richiamandosi nella denominazione alla città di Magonza (Mainz).
Secondo altri, infine, Magentia potrebbe trarsi dalla radice mag ("crescere") che insieme a gens ("gente") vuole significare "gente che cresce".

## Storia
La storia del popolo maentino appartiene alle antichissime popolazioni delle civiltà pastorali italiche, le cui origini appartengono all'XI secolo, infatti proprio durante questo periodo la città vicina di Priverno era stata rasa al suolo e sottomessa dai Romani, quindi gli abitanti di Priverno costretti a fuggire, fondarono Maenza, che dovette resistere alla dominazione da parte dei popoli germanici. In realtà Maenza presentava già dei nuclei abitativi prima della distruzione di Priverno, ancora più antichi, risalenti all'età romana grazie alla testimonianza di una lastra che omaggiava una casa in campagna risalente ad un certo Lucio (oggi la lastra è custodita nel castello e la casa è divenuta la chiesetta del patrono sant'Eleuterio.
La storia di Maenza, come quella di innumerevoli borghi medioevali, si intreccia strettamente con le vicende dei feudatari dominanti. Numerose casate ebbero in feudo Maenza e tra esse figurano gli Annibaldi, i Caetani, i da Ceccano i Borgia, gli Aldobrandini, i Doria Pamphili, i Borghese, i de Cabannis e i Pecci. Ma quella cui più strettamente si ricollegano le sorti di Maenza fu senza dubbio la casata dei Conti di Ceccano, della quale lo stesso Gregorovius scrive: «Nei Monti Volsci primeggia dinastia antichissima della contrada la casa dei Conti di Ceccano che, per ricchezza e dignità, era nella Chiesa tenuta in gran conto. Quei signori si erano fatti potenti prima ancora che sorgessero in fiore i Colonna; già fin dal tempo di Enrico IV si teneva nota che Gregorio, uno dei loro antenati, aveva ivi officio di Conte. La morte di lui (1104) è la prima volta che si faccia menzione di questa casa di Conti.»
Tra i personaggi più significativi della casata troviamo Giovanni da Ceccano, autore della celebre Cronaca di Fossanova che si spinge fino al 1217, e ben quattro cardinali: Annibaldo, Giordano, Stefano e Teobaldo, domenicano, che insegnò teologia a Parigi e fu in stretti rapporti con san Tommaso d'Aquino di cui contribuì a diffondere la dottrina.
Dei Conti di Ceccano ricordiamo Berardo I (1204-1254) che tra i suoi numerosi feudi scelse come residenza abituale proprio Maenza e vi fece costruire lo splendido Palazzo Baronale, palazzo che ospitò anche Tommaso d'Aquino, il quale, come risulta dai verbali del procedimento di canonizzazione, compì a Maenza il suo primo miracolo. Altro importante personaggio della casata fu Giacomo I (1299-1363) che prese parte attiva alle travagliate vicende che sconvolsero lo Stato della Chiesa nel periodo in cui la sede pontificia era trasferita ad Avignone: Giacomo I dispose che le sue spoglie fossero tumulate in una cappella del duomo di Maenza.
Tra gli avvenimenti che portarono Maenza alla ribalta della storia, un fosco episodio avvenuto nel settembre del 1123. Un familiare pontificio di nome Crescenzio, forse incaricato dal Papa di riscuotere i tributi dei feudatari della zona fu assassinato nel territorio di Maenza e rapinato di tutto quanto portava con sé. Papa Callisto II ritenne responsabile del fatto il Signore di Maenza, contro il quale fece muovere immediatamente le truppe pontificie; il paese fu occupato e il feudatario, dopo un processo sommario, decapitato sulla piazza del castello. L'episodio è sintomatico della situazione di costante conflittualità esistente all'epoca tra la Santa Sede, che andava progressivamente consolidando il controllo politico-amministrativo sul proprio territorio, e i feudatari, che, gelosi della loro autonomia, tentavano di resistere all'opera accentratrice dei papi.
Anche successivamente, a seguito di altre ribellioni dei feudatari della zona, Maenza con altri centri limitrofi fu di nuovo occupata dalle truppe pontificie inviate da papa Onorio III (1216-1227).
Sempre nell'ambito delle contese territoriali, e in particolare della secolare rivalità tra Orsini e Colonna, rientra un significativo evento della storia di Maenza: con una bolla del 28 maggio 1300 papa Bonifacio VIII, sostenuto dagli Orsini, confiscò il feudo dei Conti di Ceccano, che erano schierati dalla parte dei Colonna, e lo passò direttamente sotto il dominio del cardinale Matteo Orsini.
Maenza tornò ai conti di Ceccano nel 1304 per volere di papa Benedetto XI, che pretese però da loro formale atto di sottomissione.
Nella seconda metà del Trecento fu signore di Maenza fu Raimondello Cabanni-da Ceccano, che ne ebbe il dominio dalla madre Margherita da Ceccano, figlia di Giacomo I; Raimondello nel 1390 fece costruire una nuova cinta muraria e rinnovò il castello, in cui lasciò il suo stemma e un'iscrizione commemorativa in eleganti esametri latini, collocata sul portale d'ingresso:
Mille suis vicibus trecentos frugifer annos

nonaginta vago renovaverat ordine Tytan,

arx, tua dum validis cingebat menia muris

felix Raymondus, Cechani scema colendum

clara dedit genitrix generoso patre, Cabanus.

Eminet alta suis formosa Magencia campis,

dant oleum colles, Cererem Bachum quoque valles.
(trad. di Giovanni Pesiri: "Il frugifero Sole nel suo avvicendarsi aveva rinnovato milletrecentonovant’anni con mobile ordine mentre, o rocca, cingeva di solide mura le tue difese il felice Raimondo de Cabanni; lo generò da nobile padre una madre illustre, onorando decoro di Ceccano. La bella Maenza si erge alta sui suoi campi; producono olio i colli, frumento e vino le valli").
Maenza passò ai nel XV secolo ai Caetani e in seguito a varie altre casate che, però, le attribuirono scarsa importanza e la trascurarono lasciandola lentamente decadere; il colpo di grazia Maenza lo ricevette nel 1520, quando fu saccheggiata e distrutta da Giovanni dalle Bande Nere, inviato da papa Leone X.
Un altro papa Leone, dopo quasi quattro secoli, si interessò di Maenza in termini positivi: si tratta di Leone XIII (1878-1903), nativo della vicina Carpineto. Il feudo passò infatti alla famiglia dei conti Pecci di Carpineto, che diede i natali a Gioacchino Pecci, e l'allora papa Leone XIII, amava trascorrere lunghe giornate di caccia nel ricco territorio maentino ed in paese, dove i Pecci possedevano un'abitazione con giardino posta all'ingresso del paese (Palazzo Pecci, attualmente sede del Municipio). Notevole fu l'impulso che il Papa diede alle attività di carattere religioso: fu ricostruita la chiesa collegiata di Santa Maria Assunta in Cielo e fu istituito un Educandato per le fanciulle di civil condizione diretto dalle suore Adoratrici del Preziosissimo Sangue fondato da santa Maria De Mattias.
I tempi cambiano, e avanzano le forze borghesi: nel 1930 gli eredi Pecci alienano a favore del comm. Ercole Micozzi quasi tutti i loro beni siti nei comuni di Priverno e Maenza.
Fra gli avvenimenti di maggior rilievo ricordiamo la rivolta del marzo 1911, l'influenza spagnola del 1918 e la distruzione di una parte dell'abitato a causa di un bombardamento aereo nel 1944. Nel 1928 il Comune fu soppresso e Maenza fu collegata a Priverno; è tornata sede comunale nel 1947 (per le sofferenze patite dalla popolazione durante questo ventennio è stata proposta la medaglia d'argento al merito civile).

### Simboli
(Art. 4 dello Statuto comunale)
Il gonfalone è un drappo partito di azzurro e di rosso.

## Monumenti e luoghi d'interesse

### Architettura religiosa

#### Chiesa di Santa Maria Assunta in Cielo
La chiesa di Santa Maria Assunta di Maenza, sorge in piazza del Duomo, accanto al fianco sinistro del Castello baronale. L'edificio di culto è stato restaurato per volere di papa Leone XIII. Oggi si presenta con linee neoclassiche. La facciata principale è caratterizzata da un ampio pronao, formato da quattro colonne con capitello ionico, e da un frontone dentellato con al centro lo stemma dei Pecci. La facciata si caratterizza anche per i suoi campanili visibili anche a distanza.
L'interno, invece, si presenta a tre navate e la zona presbiteriale absidata, preceduta da un arco trionfale, presenta una grande cupola sostenuta da colonne con capitelli ionici. Sulla parete si impone la tela dell’Assunzione di Maria dipinta da Vincenzo Pasqualoni nel 1874.
Altri dipinti di pregio decorano le navate laterali. Tra questi, nella navata sinistra, oltre alla tela con San Tommaso d'Aquino, di Paolo Tadolini (1899), è l'affresco staccato con la Madonna delle cerase del XV secolo, rinvenuto nella chiesa di San Giacomo nel 1975. L’opera, di autore ignoto, riprende i canonici modelli della Vergine in trono col Bambino: Maria indossa un ampio manto rosso e poggia i piedi su di un cuscino, il Figlio è seduto sulle sue gambe e prende dalle mani della Madre alcune rosse ciliegie, tipiche prelibatezze del territorio maentino che, in questo particolare contesto, rimandano a simbolo del sangue di Cristo versato sulla croce e ne prefigurano la Passione. Nella navata destra si conservano due tele di notevoli dimensioni di Giovanni Cingolani, dipinte dall’artista maceratese su commissione di papa Pio X all'inizio del Novecento: San Rocco è una tela di grandi dimensioni dove la figura giganteggia nello scenario paesistico, che sulla sinistra mostra un ampio scorcio con la città di Maenza; San Leone Magno (1905) è opera di ispirazione neo rinascimentale nella scelta della statuaria figura isolata, in posa solenne e monumentale. numerose sono invece le statue che raffigurano i santi a cui sono devoti i maentini come la statua di sant'Eleuterio (patrono di Maenza), di Santa Rita, Santa Maria Madre di Gesù, San Giuseppe, il Sacro Cuore, il Santissimo Corpo di Gesù e la Madonna Addolorata.
Nella chiesa vi sono anche un fonte battesimale e un tabernacolo dell'Olio Santo, realizzato in pietra e databile al del XVI secolo. Vi sono rappresentati quattro angeli, due dei quali sollevano la cortina del baldacchino ove è conservato il Corpo di Cristo.
Dal 2016, la chiesa, nella parte destra del Crocifisso ospita un mattone della Porta Santa del Giubileo della Misericordia A.D. 2016.

#### Chiesa di Santa Reparata
Affacciata sull'omonima piazza al cui centro è una fontana in pietra, la chiesa di Santa Reparata è una costruzione le cui origini si fanno risalire al XV secolo. Nei secoli ha subito numerosi rimaneggiamenti e oggi presenta una semplice facciata intonacata, con unico portale, scandita da quattro lesene, sormontata da un timpano triangolare al di sotto del quale è una finestra rettangolare. Sulla sinistra vi è l’antico convento francescano, attualmente sede della biblioteca comunale.
La chiesa ospita diverse statue a cui sono devoti i maentini quali quella della compatrona di Maenza, Santa Reparata, quella di Sant'Antonio da Padova, San Rocco e Santa Maria di Lourdes.

#### Chiesa di Sant'Eleuterio
La chiesa, attesta l'esistenza di piccoli nuclei famigliari già dall'età romana grazie ad un'iscrizione su pietra calcarea che rimanda la chiesa ad un ex sepolcro romano appartenuto a Lucio Asinio Cudia, figlio di Lucio, della tribù Ufentina che ancora in vita costruì il sepolcro per sé e per Suestidia, figlia di Marco.
Gli elementi paleografici, la mancanza della dedica agli dei Manni, il gentilizio Asinio e il rarissimo cognome Cudia orientano per l'iscrizione tra la tarda età repubblicana e l'inizio del I sec. d.C.
La piccola chiesa nel corso degli anni ha subito vari restauri e attualmente ospita la statua del santo patrono, la statua di Maria e del Sacro Cuore di Gesù. Sulle pareti della chiesa stanno riaffiorando antiche pitture e forse antichi affreschi.

### Architetture civili

#### Palazzo Pecci

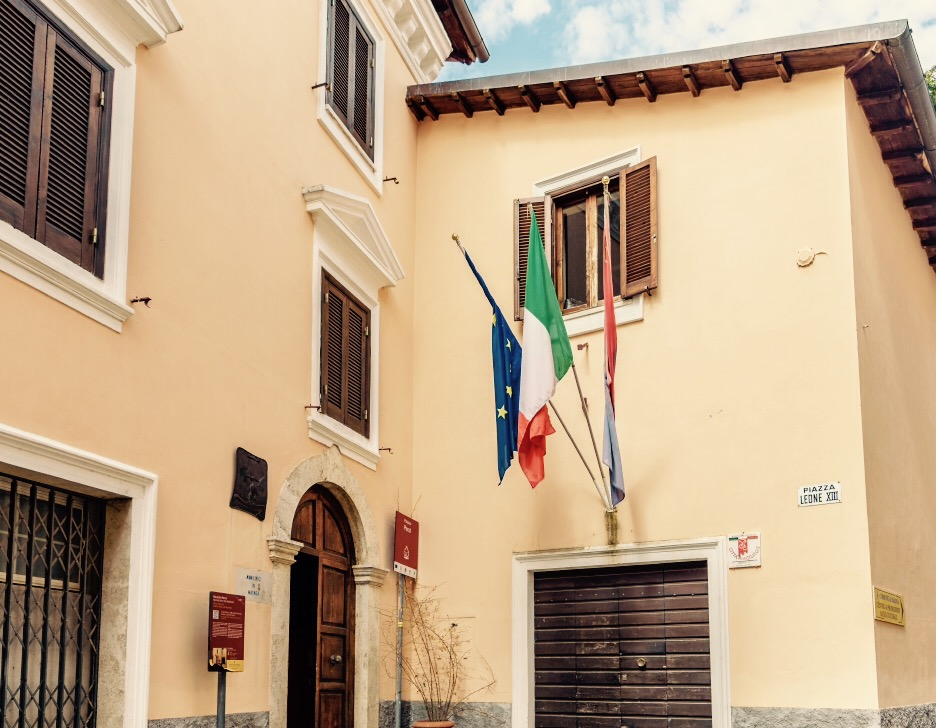
Palazzo Pecci, Maenza

Prende il nome dall'omonima famiglia che governava il feudo di Maenza e si trova a pochi metri dalla Loggia dei Mercanti. Il palazzo, ristrutturato nel corso del tempo, oggi un'ala ospita gli uffici del Comune e della biblioteca comunale, mentre l'altra parte è di proprietà privata. Qui dimorò per qualche estate il giovane Gioacchino Pecci, successivamente eletto al soglio pontificio con il nome di Leone XIII, come testimonia una lapide all'interno dell'abitazione privata.

### Architettura militare

#### Il castello
Il Castello Baronale di Maenza assume l'aspetto attuale solo nel 1500 per volontà dei Conti di Ceccano. Inizialmente, infatti, venne eretto come torre di avvistamento intorno al 1100-1200. Successivamente la torre venne abitata dalle famiglie feudatarie che nel corso del tempo, si sono susseguite alla guida di Maenza, ognuna delle quali ha apportato alcuni miglioramenti alla struttura. Ma le modifiche più importanti sono avvenute grazie all'insediamento dei Conti di Ceccano. Bernardo I, infatti, la scelse come residenza e questo portò all'ampliamento di quella che era una semplice torre di avvistamento nell'attuale Palazzo Baronale. Il corpo centrale, a pianta quadrangolare, costituito da quattro piani e il terrazzo, venne ampliato con l'aggiunta di due torri di rinforzo e con l'allargamento dello spessore delle mura per resistere alle armi da fuoco.
Al terzo piano del corpo centrale del castello si trovava il piano nobile ed è proprio in queste stanze che nel 1274 soggiornò san Tommaso d'Aquino. Il santo fece sosta al castello di Maenza mentre si stava recando a Lione per il Concilio ecumenico indetto da papa Gregorio X. Oggi è ancora possibile visitare la stanza del castello dove soggiornò Tommaso e che apparteneva alla nipote Francesca d'Aquino. È proprio qui che avvenne il miracolo delle aringhe fresche, prima che il santo, compreso che i suoi giorni stavano per finire, decidesse di trasferirsi nell'abbazia di Fossanova. La stanza con volta a crociera era interamente affrescata.
Nel 1986 il maniero venne ristrutturato e oggi, visitabile gratuitamente, è utilizzato per iniziative culturali. Inoltre è possibile visitare le sue 25 stanze distribuite su quattro piani e la mostra didattica permanente sulla storia del castello.
Una serie di pannelli permettono di conoscere la storia di questo maniero e l'evoluzione che ha avuto nel corso del tempo. Lungo il percorso è possibile ammirare anche i costumi di foggia medievale e rinascimentale utilizzati dall'Associazione del Venerdì Santo in occasione delle diverse rappresentazioni.
Oggi il castello ospita concerti di musica sacra e classica, oltre che rassegne, mostre, spettacoli, matrimoni sacri e civili.

### Altro

#### La piazza coperta
La piazza coperta, di origini medievali, sorge in prossimità della Porta Maggiore, uno degli accessi al borgo medievale di Maenza. La tradizione narra che la Loggia dei Mercanti fosse stata costruita per tutte quelle persone che, giunte a Maenza a tarda sera e impossibilitate ad accedere al borgo perché le porte erano chiuse, potessero trovare riparo dalle intemperie proprio in questo luogo.
Nel tempo la loggia è stata utilizzata anche come mercato, da qui il suo nome. Oggi ristrutturata è utilizzata per incontri e manifestazioni. Inoltre, su una parete, l'Amministrazione Comunale ha posto una lapide che ricorda le vittime del primo conflitto mondiale. Dalle sue finestre è possibile ammirare il panorama sottostante.

#### Piazza Bouffemont
La piazza dedicata alla cittadina francese di Bouffémont, con la quale Maenza è gemellata dal 1991, sorge all'interno del borgo medievale. La piazza è utilizzata, di sovente, per eventi culturali e musicali che animano il calendario di appuntamenti nei mesi estivi.

## Società

### Evoluzione demografica
Abitanti censiti

### Lingue e dialetti
Il dialetto di Maenza rientra tra i dialetti caratteristici dei Monti Lepini. La zona in questione, in parte compresa nella provincia di Latina, e in parte in quelle di Frosinone e Roma, è sempre appartenuta allo stato Pontificio e, dal 1870, al Lazio. Il dialetto appartiene quindi ai cosiddetti dialetti mediani, quindi affine ai dialetti dell'Umbria, delle Marche centrali, della parte dell'Abruzzo negli immediati dintorni dell'Aquila e del Lazio "Pontificio". È a tutti gli effetti un dialetto mediano e specificatamente "laziale centro-settentrionale" (spesso impropriamente definito "ciociaro"). In esso quindi vi è la metafonesi sabina per ciò che concerne le vocali all'interno della parola, e termini del lessico chiaramente di quella tipologia dialettale (che però è possibile ritrovare anche in vari comuni del Lazio sud borbonico). Ad esempio abbiamo aécco ("qui"), "ngìma ("sopra"), ùtteri ("ragazzi"), bocchi ("soldi") ed espressioni verbali particolari tipiche anche del dialetto sabino, come ad esempio m'ao ditto ("mi hanno detto") oppure fào ("fanno") o delle parlate laziali centro-settentrionali a nord di Frosinone, come leggimo ("leggiamo") arrivimo ("arriviamo"). Queste coniugazioni in -imo della prima persona plurale si rilevano, curiosamente, anche nei dialetti di Formia e Gaeta (paesi più a sud, sempre in provincia di Latina, ma storicamente appartenuti al Regno di Napoli).

### Religione

#### Tradizioni e folclore
A Maenza si venera sant'Eleuterio di Arce, festeggiato il 29 maggio. In Maenza sono presenti due statue del santo, una che risiede nella parte sinistra della parrocchia Santa Maria Assunta in Cielo e un'altra nella chiesa di Santa Reparata. Dal 2015, nella chiesetta dedicata al martire, c'è un quadro che lo raffigura.
Nella parrocchia di Santa Maria Assunta in Cielo è custodita una reliquia del santo, un osso del braccio destro, racchiuso in una struttura in oro e argento raffigurante il braccio e la mano che impugna un ramoscello di ulivo simbolo di pace.
La festa inizia con la novena il 20 maggio, dove per nove giorni vengono ripercorse le tappe più importanti della vita del martire, dopodiché il 28 maggio viene celebrata la processione che parte dal paese e raggiunge la campagna nel luogo della chiesetta dedicata al santo; la chiesetta per quel giorno di festa è addobbata con un arco trionfale nella porta centrale con mortella (tipica pianta verde) e fiori rossi (la chiesa viene lasciata addobbata per un mese); qui viene celebrata la messa, dopodiché parte una fiaccolata che raggiunge di nuovo il paese per concludersi nella parrocchia. Il 29 maggio vengono celebrate le Sante Messe sia nella parrocchia che nella Chiesa di Santa Reparata, per poi continuare con la messa solenne e concludere con la processione che percorre tutte le vie del paese.

## Cultura

### Eventi
- Festival internazionale del folklore (luglio);
- Rock sotto il Castello (agosto).

## Economia
Attività collocabili nel settore primario e il turismo contribuiscono alla micro-economia del territorio.
Di seguito la tabella storica elaborata dall'Istat a tema Unità locali, intesa come numero di imprese attive, ed addetti, intesi come numero addetti delle unità locali delle imprese attive (valori medi annui).
|        | 2015                  |                              |                            |                |                       |                     | 2014                  |                | 2013                  |                |
| ------ | --------------------- | ---------------------------- | -------------------------- | -------------- | --------------------- | ------------------- | --------------------- | -------------- | --------------------- | -------------- |
|        | Numero imprese attive | % Provinciale Imprese attive | % Regionale Imprese attive | Numero addetti | % Provinciale Addetti | % Regionale Addetti | Numero imprese attive | Numero addetti | Numero imprese attive | Numero addetti |
| Maenza | 139                   | 0,35%                        | 0,03%                      | 295            | 0,24%                 | 0,02%               | 138                   | 282            | 135                   | 289            |
| Latina | 39.304                |                              | 8,43%                      | 122.198        |                       | 7,75%               | 39.446                | 120.897        | 39.915                | 123.310        |
| Lazio  | 455.591               |                              |                            | 1.539.359      |                       |                     | 457.686               | 1.510.459      | 464.094               | 1.525.471      |

Nel 2015 le 139 imprese operanti nel territorio comunale, che rappresentavano lo 0,35% del totale provinciale (39.304 imprese attive), hanno occupato 295 addetti, lo 0,24% del dato provinciale (122.198 addetti); in media, ogni impresa nel 2015 ha occupato due persone (2,12).

### Settore primario
Molto importante per Maenza è l'allevamento di animali da cortile quali galline, galli, polli, conigli e papere. Molto interessante è anche la presenza di selvaggina nelle montagne come fagiani e cinghiali, ma anche volatili come tordi e quaglie. Vi sono anche allevamenti di bufale e cavalli.
Per quanto riguarda l'agricoltura, ricordiamo la vite, i campi di grano e di mais, ma particolarmente importanti sono le coltivazioni di ciliegie e di ulivi; tra l'altra frutta troviamo piante di fichi, kaki, limoni e kiwi.

## Amministrazione
| Periodo        | Periodo        | Primo cittadino     | Partito         | Carica      | Note   |
| -------------- | -------------- | ------------------- | --------------- | ----------- | ------ |
| 6 giugno 1985  | 7 giugno 1990  | Alessandro Pucci    | PCI             | Sindaco     |        |
| 7 giugno 1990  | 23 aprile 1995 | Alessandro Pucci    | PCI             | Sindaco     |        |
| 23 aprile 1995 | 26 maggio 1999 | Giuseppe Anelli     | centro-sinistra | sindaco     | [ 11 ] |
| 26 maggio 1999 | 13 giugno 1999 | Orlando Bramini     |                 | Comm. pref. |        |
| 13 giugno 1999 | 12 giugno 2004 | Giuseppe Anelli     | centro-sinistra | sindaco     |        |
| 12 giugno 2004 | 7 giugno 2009  | Francesco Mastracci | lista civica    | sindaco     |        |
| 7 giugno 2009  | 26 maggio 2014 | Francesco Mastracci | lista civica    | sindaco     |        |
| 26 maggio 2014 | 27 maggio 2019 | Claudio Sperduti    | lista civica    | sindaco     |        |
| 27 maggio 2019 | 9 giugno 2024  | Claudio Sperduti    | lista civica    | sindaco     |        |
| 9 giugno 2024  | in carica      | Loreto Polidoro     | lista civica    | sindaco     | [ 12 ] |